# Tsubaki Factory
Tsubaki Factory (つばきファクトリー Fabrica de Camelias?), también conocida como Camellia Factory, es un grupo de pop japonés bajo Hello! Project, originalmente formado por seis integrantes de Hello Pro Kenshuusei a finales de abril de 2015. Actualmente cuenta con 11 miembros. Su grupo hermano fue Kobushi Factory (Hasta 2020).
El sencillo más vendido de Tsubaki Factory es "Ishiki Takai Otome no Dilemma / Dakishimerarete Mitai" con 81,280 copias, mientras que su single menos vendido es "Dansha-ISM / Ima Nanji?" con 37,800 copias. 

## Historia

### 2015-2016: Formación, sencillos indies y nuevos miembros
El 29 de abril, el grupo fue anunciado por los medios japoneses como una nueva unidad de Hello Pro Kenshusei, y confirmado a través de Hello! Project Station. Inicialmente el grupo estaba formado por seis miembros: Risa Ogata, Riko Yamagishi, Kisora Niinuma, Ami Tanimoto, Yumeno Kishimoto y Kiki Asakura.
El grupo se presentó por primera vez en el Hello Pro Kenshuusei Happyoukai 2014 ~Haru no Koukai Jitsuryoku Shindan Test~ el 4 de mayo.
El 8 de agosto, durante el concierto de verano de Hello! Project 2015, Riko Yamagishi fue anunciada como líder de Tsubaki Factory, mientras que Risa Ogata fue anunciada como sublíder del grupo.
El 6 de septiembre de 2015, Tsubaki Factory lanzó su primer sencillo indie "Seishun Manmannaka!".
El 31 de diciembre se lanzó el segundo sencillo indie "Kedakaku Sakihokore!"
El 18 de mayo de 2016, Tsubaki Factory lanzó su primer álbum, Tsubaki Factory SOUND + VISION Vol. 1.
El 6 de agosto se realizó el tercer sencillo indie "Hitorijime / Watashi ga Obasan ni Natte mo"
El 13 de agosto, se anunció en un evento del club de fans de Tsubaki Factory que los miembros de Hello Pro Kenshuusei Mizuho Ono, Saori Onoda y Mao Akiyama se habían unido al grupo como nuevos miembros. La nueva alineación de nueve miembros debutó el 4 de septiembre en Hello! Project Kenshuusei Happyoukai 2016 9gatsu ~SINGING!~, Donde fue anunciado por la entonces asesora de Hello! Project Saki Shimizu que Tsubaki Factory finalmente haría su debut oficial en enero de 2017.

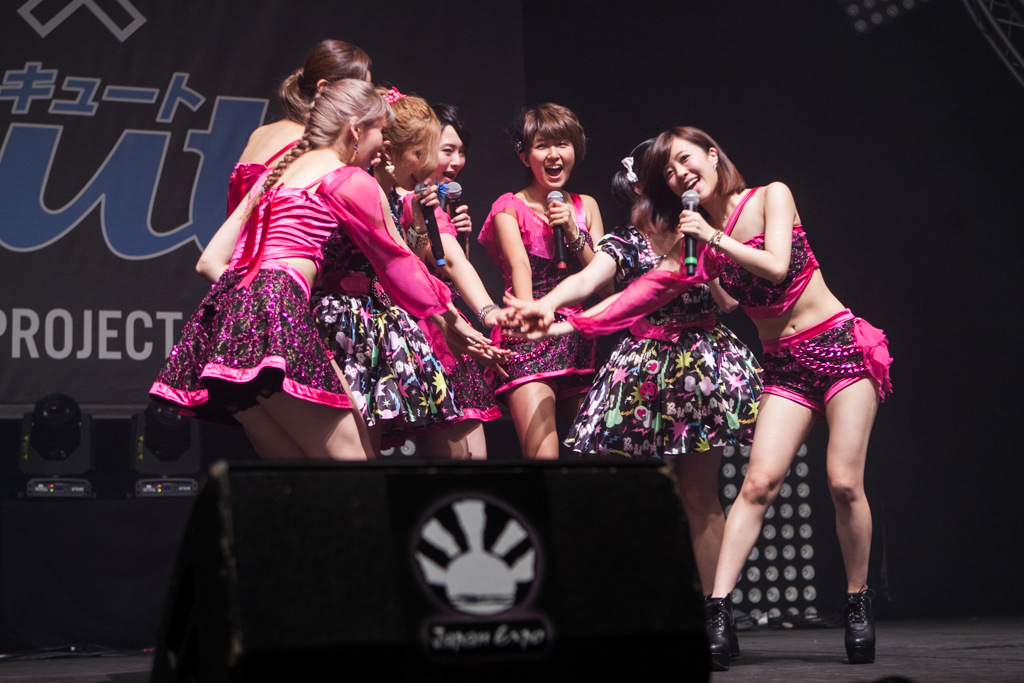
El nombre de Tsubaki Factory fue para que las miembros lleven el espíritu de Berryz Kobo

### 2017-presente: Debut Oficial, éxito continuo, salida de Ogata, Asakura, Yamagishi y Kishimoto, y nuevas integrantes
Tsubaki Factory lanzó su sencillo debut oficial, "Hatsukoi Sunrise / Just Try! / Uruwashi no Camellia" el 22 de febrero de 2017.
Tsubaki Factory lanzó su segundo sencillo, "Shuukatsu Sensation / Waratte / Hana Moyou" el 26 de julio.
El 9 de noviembre, se anunció que Tsubaki Factory había ganado un premio Newcomer Award de los 50th Japan Cable Awards; se les presentó su premio en la ceremonia del 4 de diciembre.
El 16 de noviembre se anunció que Tsubaki Factory había ganado un premio Newcomer Award en los 59th Japan Record Awards. En la ceremonia del 30 de diciembre, se les presentó su premio y más tarde se anunció como los ganadores del premio Best Newcomer Award. de otros tres artistas.
El 21 de febrero de 2018, se realizó su tercer sencillo, "Teion Yakedo / Shunrenka / I Need You ~Yozora no Kanransha~".
El 17 de julio se lanzó un sencillo digital cover de Morning Musume con Kobushi Factory nombrado, "Hyokkori Hyoutanjima".
18 de julio, Tsubaki Factory lanzó su cuarto sencillo, "Date no Hi wa Nido Kurai Shower Shite Dekaketai / Junjou cm / Kon'ya Dake Ukaretakatta".
El 21 de septiembre, se anunció que Tsubaki Factory cantaría versiones japonesas de los temas iniciales y finales de la serie de televisión animada de DreamWorks Trolls: Sing, Dance, Hug! Que comenzó a transmitirse en TV Tokyo el 3 de octubre.
El grupo lanzó su primer álbum de estudio, First Bloom, el 14 de noviembre.
El 27 de febrero de 2019, el grupo lanzó su quinto sencillo, "Sankaime no Date Shinwa / Fuwari, Koi Dokei".
El 15 de enero de 2020, se realizó su sexto sencillo, "Ishiki Takai Otome no Dilemma / Dakishimerarete Mitai"
El grupo lanzó su séptimo sencillo, "Dansha-ISM / Ima Nanji?", El 30 de septiembre.
El 8 de octubre, Risa Ogata fue suspendida de las actividades del grupo debido a violaciones de las reglas. El 28 de diciembre, se anunció que Ogata dejaría el grupo y Hello! Project.
El 20 de enero de 2021, se anunció a través de Hello! Project Station y el sitio web oficial de Hello! Project que Juice=Juice y Tsubaki Factory realizarían una nueva audición conjunta titulada  Hello! Project "Juice=Juice" "Tsubaki Factory" Goudou Shin Member Audition. La audición se abrió a los solicitantes el 22 de enero, y el período de solicitud finalizará el 1 de marzo. El 22 de enero se abrió un sitio web de la audición con más detalles.
El 26 de mayo, lanzarán su segundo álbum, 2nd STEP.
El 26 de mayo, Tsubaki Factory estrenó un video especial en YouTube, disponible temporalmente hasta el 30 de mayo, para conmemorar el lanzamiento de su álbum 2nd STEP. Durante el video, los miembros vieron imágenes del concierto de su gira en vivo Haru・Ranman, y al final , Saki Shimizu anunció que Tsubaki Factory realizará su primer concierto en Nippon Budokan el 18 de octubre de 2021. Después del estreno, Tsubaki Factory realizó un Instagram Live conmemorativo.
El 7 de julio, se anunció a través de Hello! Project Station que las ganadoras de la audición para nuevas miembros fueron Yuumi Kasai, Shiori Yagi, Marine Fukuda y la miembro de Hello Pro Kenshuusei, Runo Yofu.
El 31 de diciembre de 2021, la integrante Kisora Niinuma fue ascendida a sub-líder.
El 21 de enero de 2022, Tsubaki Factory retiró su actuación programada para el "Festival SANUNIT en Kagoshima" programado para celebrarse en Kagoshima Waterfront Park del 11 al 13 de febrero.
El 20 de febrero, Tsubaki Factory realizó un concierto de un día titulado "Tsubaki Factory Major Debut 5 Shuunen Kinen Live ~Kimi nara de Dare ni ka Mise mu Tsubaki no Hanairo wo mo Ka wo mo Shiru Hito zo Shiru~" para conmemorar el quinto aniversario del grupo. de su gran debut. Se llevó a cabo en Harmony Hall Zama.
El 22 de febrero, se anunció en el episodio especial de su programa "Ikuze! Tsubaki Factory" que su segunda temporada comenzará a transmitirse el 25 de abril. También anunciaron su segundo concierto de Nippon Budokan que se llevará a cabo el 16 de mayo.
El 5 de marzo, Tsubaki Factory se presentó en el R-1 Festival 2022.
El 29 de junio, el grupo lanzó su noveno sencillo, "Adrenaline Dame/Yowasa ja nai yo, Koi wa/Idol Tenshoku Ondo". 
El 25 de agosto, Tsubaki Factory realizó un concierto de un día titulado " Tsubaki Factory no Natsu Matsuri 2022 ~Shakunetsu~ " para conmemorar el quinto aniversario del grupo desde su debut como major. Se llevó a cabo en el Teatro Estelar Kawaguchiko. 
El 27 de agosto, Tsubaki Factory se presentó en @JAM EXPO 2022 . 
El 7 de septiembre, Asakura Kiki anunció que se graduaría de Tsubaki Factory y Hello! Proyecto en la primavera de 2023.
El 11 de noviembre, se anunció que el grupo realizaría un evento especial en línea titulado "Tsubaki Factory Major Debut 5 Shuunen Kinen! SPOOX MUSIC ~Tsubaki Factory Xmas LIVE~" en Billboard Live TOKYO como parte del quinto aniversario de su debut como major. conmemoración. Las entradas para ver el evento estuvieron disponibles para su compra en el servicio de distribución SPOOX del 28 de noviembre al 31 de diciembre, y estuvo disponible para verlo del 24 al 31 de diciembre. Además, una versión especial del evento, que incluye actuaciones no emitidas y detrás de la -Metraje de escenas, se transmitió en el canal SPACE SHOWER TV el 23 de enero de 2023. Posteriormente se incluyó una grabación del evento en la edición limitada SP del décimo sencillo del grupo .

### 2023
El 22 de febrero, el grupo lanzó su décimo sencillo, "Machigai ja nai Naitari Shinai / Skip・Skip・Skip / Kimi to Boku no Kizuna feat. KIKI".
El 2 de abril, Asakura Kiki se graduó oficialmente del grupo y Hello! Project en el Hello! Project Hina Fes 2023 "Tsubaki Factory Premium ~Asakura Kiki Sotsugyou Special~" .
El 13 de abril, se anunció que los miembros Yamagishi Riko y Kishimoto Yumeno se graduarán del grupo y Hello! Project al final de la próxima gira de conciertos de otoño del grupo.
El 10 de junio, durante el concierto del grupo como parte del festival Sayonara Nakano Sunplaza Ongakusai , Tanimoto Ami fue nombrado nuevo sublíder del grupo junto a Niinuma Kisora . 
El 28 de julio, se anunció que al miembro Fukuda Marine le diagnosticaron COVID-19.  Un día después, el 29 de julio, a Onoda Saori también se le diagnosticó positivo con el virus. Después de esto, los miembros y el personal se sometieron a pruebas de PCR y controles de salud, y se reveló que Ono Mizuho , Yagi Shiori y Yofu Runo fueron diagnosticados positivos con el virus el 30 de julio, y Tanimoto Ami fue diagnosticado positivo el 31 de julio  Como resultado, el grupo canceló su aparición en el TOKYO IDOL FESTIVAL 2023 el 4 de agosto y sería reemplazado por OCHA NORMA y BEYOOOOONDS en los escenarios que el grupo tenía programado presentarse. 
El 27 de septiembre, el grupo lanzó su undécimo sencillo, " Yuuki It's my Life! / Mousou Dake Nara Freedom / Demo... Ii yo ". Yumeno Kishimoto no participará en este sencillo ya que le diagnosticaron un trastorno de adaptación y estuvo en una pausa médica durante la producción del sencillo. 
El 29 de octubre, se anunció en Tsubaki Factory Concert Tour 2023, Aki "Atarayo", que Kisora Niinuma se convirtió en el segundo líder del grupo luego de la graduación de Yamagishi Riko el 6 de noviembre, mientras que Ami Tanimoto seguiría siendo el sublíder.

### 2024
El 26 de enero, se anunció que Kisora Niinuma se graduaría del grupo y Hello! Project al final de la próxima gira de conciertos de primavera del grupo. 
El 7 de febrero se anunció a través de Hello! Project Station que los ganadores de la audición para nuevos miembros eran Mihane Ishii, Yuu Murata y Fuka Doi.
El 21 de febrero, el grupo lanzó su tercer álbum, 3rd -Moment-

## Origen del nombre
El nombre Tsubaki Factory (つばきファクトリー) literalmente significa "Fábrica de Camelias". Saki Shimizu (excapitana de Berryz Koubou) participó en la elección del nombre.
La camelia (tsubaki) fue "decidida para elogiar su noble y fría belleza y querer que el grupo sea fresco y fuerte como un árbol de hoja perenne". La palabra "fábrica", que primero fue utilizada en el nombre de su grupo hermano Kobushi Factory (Disuelto el 30 de marzo de 2020), es una referencia a Berryz Koubou ("koubou" significa "taller") para que lleven consigo el espíritu de este grupo.

## Miembros

### Miembros Actuales
| Nombre                                 | Prefectura Natal        | Color            | Sencillo Debut                                                                |
| -------------------------------------- | ----------------------- | ---------------- | ----------------------------------------------------------------------------- |
| Ami Tanimoto (谷本安美) Líder (2024-)  | Hokkaidō                | Morado brillante | Seishun Manmannaka!                                                           |
| Mizuho Ono (小野瑞歩) Sub-líder (2024- | Tokio                   | Verde esmeralda  | Hatsukoi Sunrise / Just Try! / Uruwashi no Camellia                           |
| Saori Onoda (小野田紗栞)               | Shizuoka                | Melocotón        | Hatsukoi Sunrise / Just Try! / Uruwashi no Camellia                           |
| Mao Akiyama (秋山眞緒)                 | Osaka                   | Rojo brillante   | Hatsukoi Sunrise / Just Try! / Uruwashi no Camellia                           |
| Yuumi Kasai (河西結心)                 | Prefectura de Yamanashi | Púrpura          | Namida no Heroine Kouban Geki / Garakuta DIAMOND / Yakusoku・Renraku・Kinenbi |
| Marine Fukuda (福田真琳)               | Nagasaki                | Azul real        | Namida no Heroine Kouban Geki / Garakuta DIAMOND / Yakusoku・Renraku・Kinenbi |
| Runo Yofu (豫風瑠乃)                   | Osaka                   | Mostaza          | Namida no Heroine Kouban Geki / Garakuta DIAMOND / Yakusoku・Renraku・Kinenbi |
| Mihane Ishii (石井泉羽)                | Kanagawa                | Blanco           | Baby Spider / Seishun Exabyte / Kodou OK?                                     |
| Yuu Murata (村田結生)                  | Aichi                   | Rosa brillante   | Baby Spider / Seishun Exabyte / Kodou OK?                                     |
| Fuka Doi (土居楓奏)                    | Osaka                   | Verde brillante  | Baby Spider / Seishun Exabyte / Kodou OK?                                     |
| Itsuki Nishimura (西村乙輝)            | Kanagawa                | Amarillo         | ?                                                                             |

### Miembros Graduadas
| Nombre                        | Prefectura Natal | Color             | Sencillo Debut                                                                | Sencillo Final                                                                        |
| ----------------------------- | ---------------- | ----------------- | ----------------------------------------------------------------------------- | ------------------------------------------------------------------------------------- |
| Riko Yamagishi (山岸理子)     | Chiba            | Verde brillante   | Seishun Manmannaka!                                                           | Yuuki It's my Life! / Mousou Dake Nara Freedom / Demo... Ii yo                        |
| Risa Ogata (小片リサ)         | Tokio            | Naranja brillante | Seishun Manmannaka!                                                           | Dansha-ISM / Ima Nanji?                                                               |
| Kisora Niinuma (新沼希空)     | Aichi            | Azul brillante    | Seishun Manmannaka!                                                           | Baby Spider / Seishun Exabyte / Kodou OK?                                             |
| Yumeno Kishimoto (岸本ゆめの) | Osaka            | Amarillo          | Seishun Manmannaka!                                                           | Machigai ja nai Naitari Shinai / Skip・Skip・Skip / Kimi to Boku no Kizuna feat. KIKI |
| Kiki Asakura (浅倉樹々)       | Chiba            | Rosa brillante    | Seishun Manmannaka!                                                           | Machigai ja nai Naitari Shinai / Skip・Skip・Skip / Kimi to Boku no Kizuna feat. KIKI |
| Shiori Yagi (八木栞)          | Aichi            | Naranja           | Namida no Heroine Kouban Geki / Garakuta DIAMOND / Yakusoku・Renraku・Kinenbi | My Days for You / Kanashimi ga Tomaranai                                              |

## Discografía

### Álbumes
- Tsubaki Factory SOUND + VISION Vol. 1
- first bloom
- 2nd STEP
- 3rd -Moment-

### Sencillos

#### Indies
- Seishun Manmannaka!
- Kedakaku Sakihokore!
- Hitorijime / Watashi ga Obasan ni Natte mo (Sencillo DVD)

#### Oficiales
- Hatsukoi Sunrise / Just Try! / Uruwashi no Camellia
- Shuukatsu Sensation / Waratte / Hana Moyou
- Teion Yakedo / Shunrenka / I Need You ~Yozora no Kanransha~
- Date no Hi wa Nido Kurai Shower Shite Dekaketai / Junjou cm / Kon'ya Dake Ukaretakatta
- Sankaime no Date Shinwa / Fuwari, Koi Dokei
- Ishiki Takai Otome no Dilemma / Dakishimerarete Mitai
- Dansha-ISM / Ima Nanji?
- Namida no Heroine Kouban Geki / Garakuta DIAMOND / Yakusoku・Renraku・Kinenbi
- Adrenaline Dame / Yowasa ja nai yo, Koi wa / Idol Tenshoku Ondo
- Machigai ja nai Naitari Shinai / Skip・Skip・Skip / Kimi to Boku no Kizuna feat. KIKI
- Yuuki It's my Life! / Mousou Dake Nara Freedom / Demo... Ii yo
- Baby Spider / Seishun Exabyte / Kodou OK?
- My Days for You / Kanashimi ga Tomaranai

#### Soundtrack
- Engeki Joshibu Musical "Nega Poji Poji" Original Soundtrack

#### Colaboración
- Hyokkori Hyoutanjima (Kobushi Factory & Tsubaki Factory) (Sencillo Digital)